# Ein Bulle sieht rot
Ein Bulle sieht rot (Originaltitel: Un condé) ist ein Kriminalfilm von Yves Boisset aus dem Jahr 1970. In Frankreich wurde die französisch-italienischer Koproduktion am 7. Oktober 1970 uraufgeführt, im deutschsprachigen Raum lief das Werk ab dem 6. Mai 1971 in den Kinos und wurde später, um die Anfangssequenz gekürzt, auch als Eiskalt und ohne Gnade auf Videokassette vermarktet.

## Handlung
Als der drogensüchtige Nachtclubbesitzer Roger Dassa sich weigert, dem örtlichen Gangsterchef Tavernier, genannt „Der Mandarin“, seinen Laden als Umschlagplatz für dessen Drogenverkauf zur Verfügung zu stellen, lebt er nicht mehr lange. Dassas Freunde Dan Rover und der Killer Viletti wollen sich deshalb am Mandarin rächen.
In diesen Tagen kehrt auch der wegen unorthodoxer Methoden kurzzeitig strafversetzte Inspektor Favenin wieder auf seinen Posten im Kommissariat zurück, wo ihm Inspektor Barnero die Geschehnisse mitteilt. Andere im Präsidium, inklusive des Präsidenten, scheinen jedoch Zahlungen von Tavernier zu erhalten; Favenin jedenfalls erhält wenig Unterstützung bei der Aufklärung des Falles. Als Rover und Viletti den Gangsterchef tatsächlich töten können, ist auch die Polizei beobachtend anwesend; bei der Verfolgung der Täter wird Barnero von Viletti erschossen.
Favenin geht nun auf einen einsamen Rachefeldzug; er sucht kaltblütig und systematisch die Beteiligten auf und tötet sie oder bringt sie hinter Gitter. Als der von ihm hinter Gitter gebrachte Rover mit Hilfe von Dassas Schwester und deren Freund Raymond ausbrechen kann, sucht der allerdings seinerseits nach Favenin, um sich zu rächen. Er stellt Favenin, wird aber von Polizeikräften getötet. Favenin quittiert seinen Dienst.

## Kritik
Das Lexikon des internationalen Films äußerte Bedenken, da in dem „gut gespielten, aber zwiespältigen Kriminalfilm“ die „gesellschaftskritischen Verweise angesichts der effektbetonten Inszenierung aufgesetzt“ wirkten. Andere Kritiker waren hingegen begeistert, da Regisseur Boisset „mit enormem Geschick die Gefühlswelt der agierenden Personen seziere und sie unbarmherzig auf die Katastrophe zusteuern lasse“, so Karsten Thurau.